# Colus halibrectus
Colus halibrectus är en snäckart som först beskrevs av Dall 1891.  Colus halibrectus ingår i släktet Colus och familjen valthornssnäckor. Inga underarter finns listade i Catalogue of Life.